# Asteria
Asteria a fost în mitologia greacă fiica titanului Coeus și a Phoebei și soră cu Leto.